# Jair Eduardo Britto da Silva
Jair Eduardo Britto da Silva (sinh ngày 10 tháng 6 năm 1988) là một cầu thủ bóng đá người Brasil.

## Sự nghiệp câu lạc bộ
Jair Eduardo Britto da Silva đã từng chơi cho JEF United Chiba và Kashima Antlers.

## Thống kê câu lạc bộ

### J.League
| Đội              | Năm       | J.League | J.League | J.League Cup | J.League Cup | Tổng cộng | Tổng cộng |
| Đội              | Năm       | Trận     | Bàn      | Trận         | Bàn          | Trận      | Bàn       |
| ---------------- | --------- | -------- | -------- | ------------ | ------------ | --------- | --------- |
| JEF United Chiba | 2013      | 16       | 4        | -            | -            | 16        | 4         |
| Kashima Antlers  | 2014      | 5        | 0        | 1            | 0            | 6         | 0         |
| JEF United Chiba | 2014      | 2        | 0        | -            | -            | 2         | 0         |
| Tổng cộng        | Tổng cộng | 23       | 4        | 1            | 0            | 24        | 4         |